# Llimiana
Llimiana ist eine katalanische Gemeinde (municipio) mit 131 Einwohnern (Stand: 2024) in der Provinz Lleida im Nordosten Spaniens. Sie liegt in der Comarca Noguera.
Neben dem namensgebenden Hauptort Llimiana besteht die Gemeinde aus den Ortschaften Els Obacs de Llimiana und Els masos de Llimiana.

## Geographische Lage
Llimiana liegt etwa 50 Kilometer nordnordöstlich von Lleida in einer Höhe von ca. 790 m. Der Noguera Pallaresa begrenzt die Gemeinde im Westen. 

## Bevölkerungsentwicklung
| Jahr      | 1970 | 1981 | 1991 | 2001 | 2011 | 2021 |
| Einwohner | 246  | 170  | 124  | 142  | 183  | 155  |

## Sehenswürdigkeiten

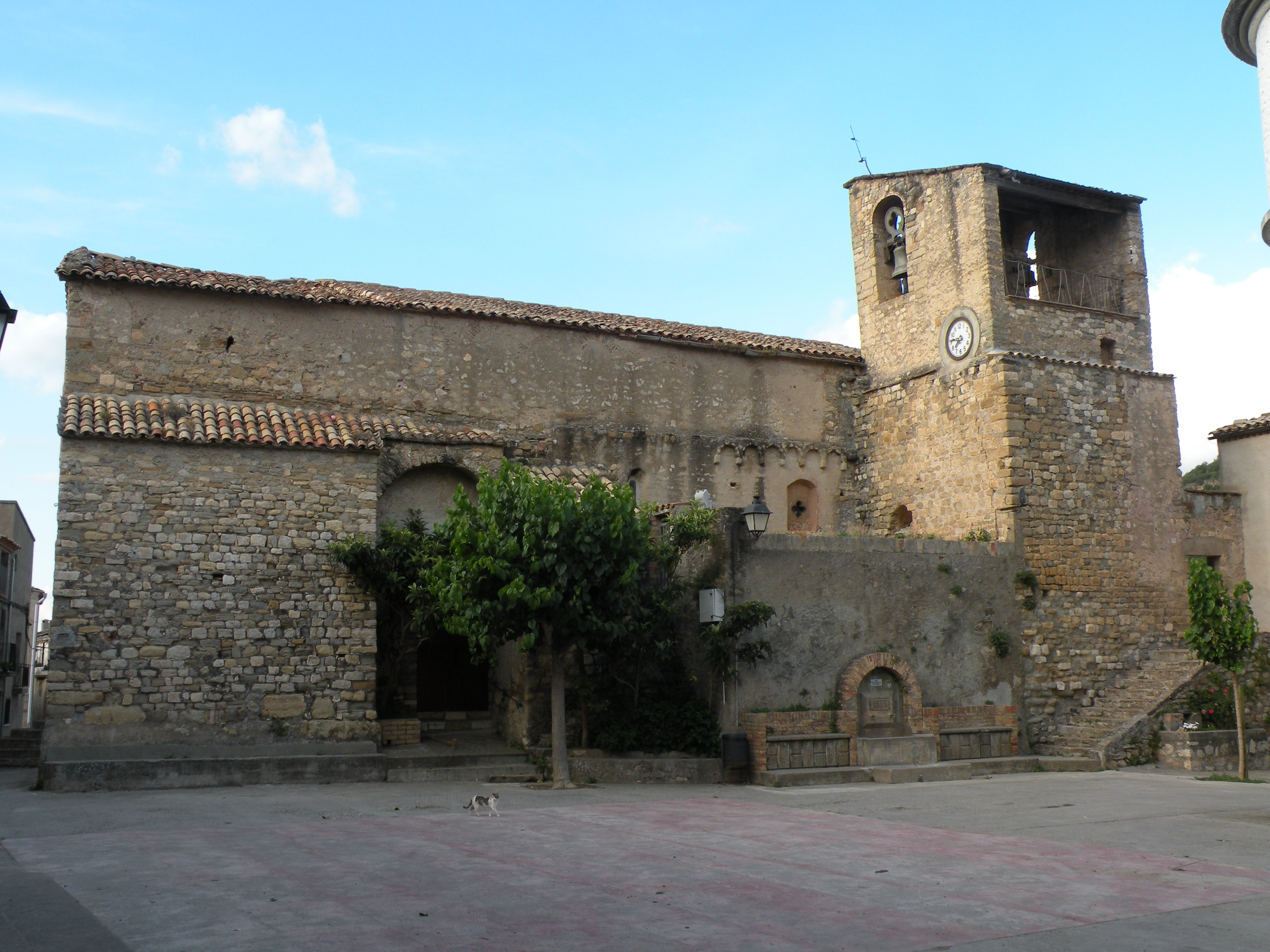
Marienkirche
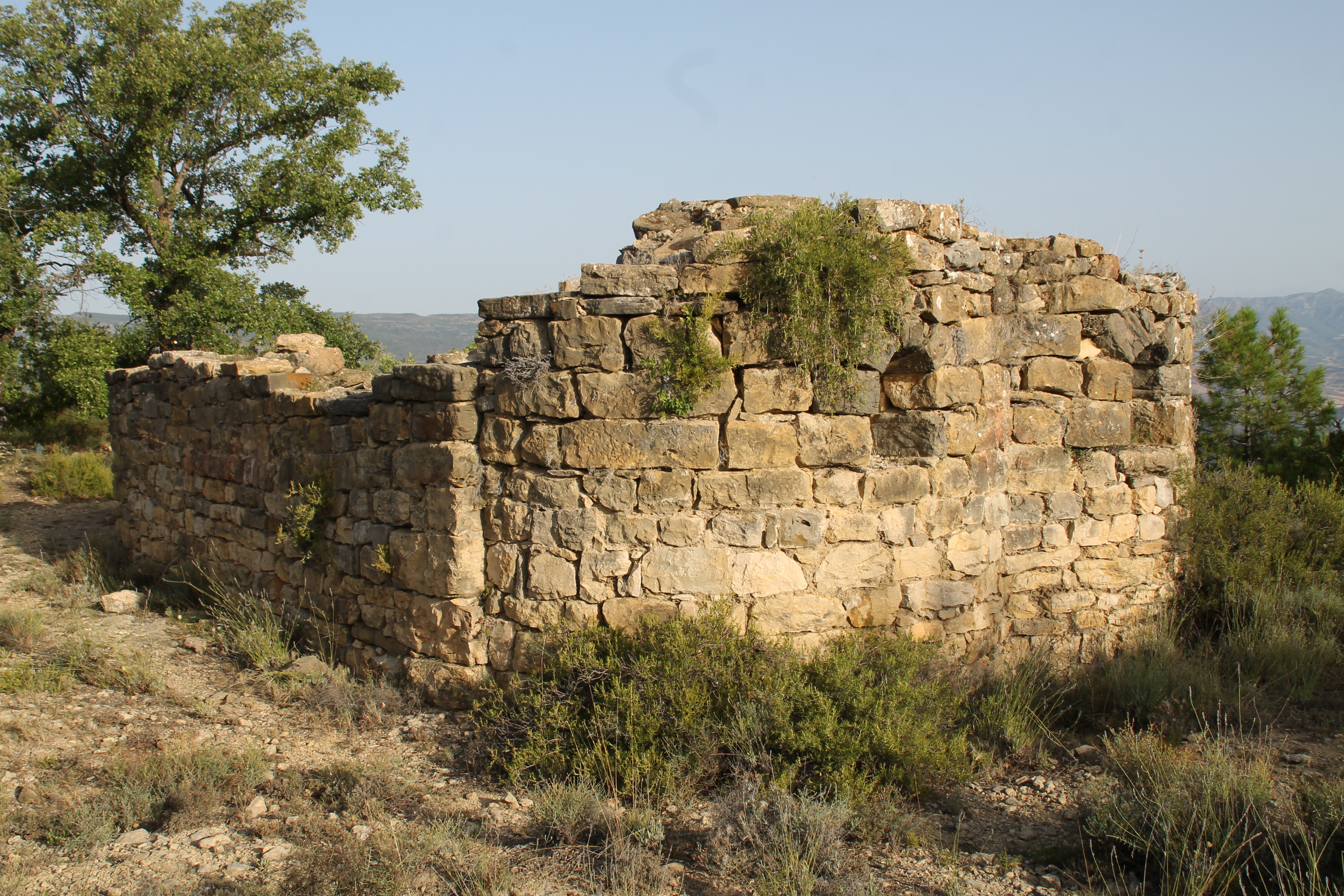
Ruine der Andreaskapelle
- Reste der Salvatorkapelle

- Marienkirche
- Ruine der Andreaskapelle